# 알브레히트 알트
게오르크 알브레히트 알트(Georg Albrecht Alt, 1883년 9월 20 일– 1956년 4월 24일)는 독일의 개신교 신학자였다. 루터교 성서학자로, 구약학을 전공하였다. 그는 바이에른 왕국 프랑켄 지방 디스펙 인근의 슈튀바흐(Stübach)에서 태어났으며, 독일 민주공화국의 라이프치히에서 사망하였다.
1908년, 첫 번째 신학 시험을 마친 알트는 예루살렘에 위치한 독일 복음주의 성지 고고학 연구소(DEI)가 주관하는 강좌에 참여하였다. 이후 팔레스타인과의 인연은 그의 경력 전반에 걸쳐 지속되었으며, 1935년까지 학문적 활동과 현지 활동이 병행되었다.

알트는 그라이프스발트, 바젤, 할레 등의 대학에서 활동한 뒤, 1922년부터 1955년 은퇴할 때까지 라이프치히 대학교에서 구약성서학 교수로 재직하였다. 그는 1929년부터 1937년까지 히브리어 성경 세 번째 판본인 Biblia Hebraica의 편집을 담당하였다.

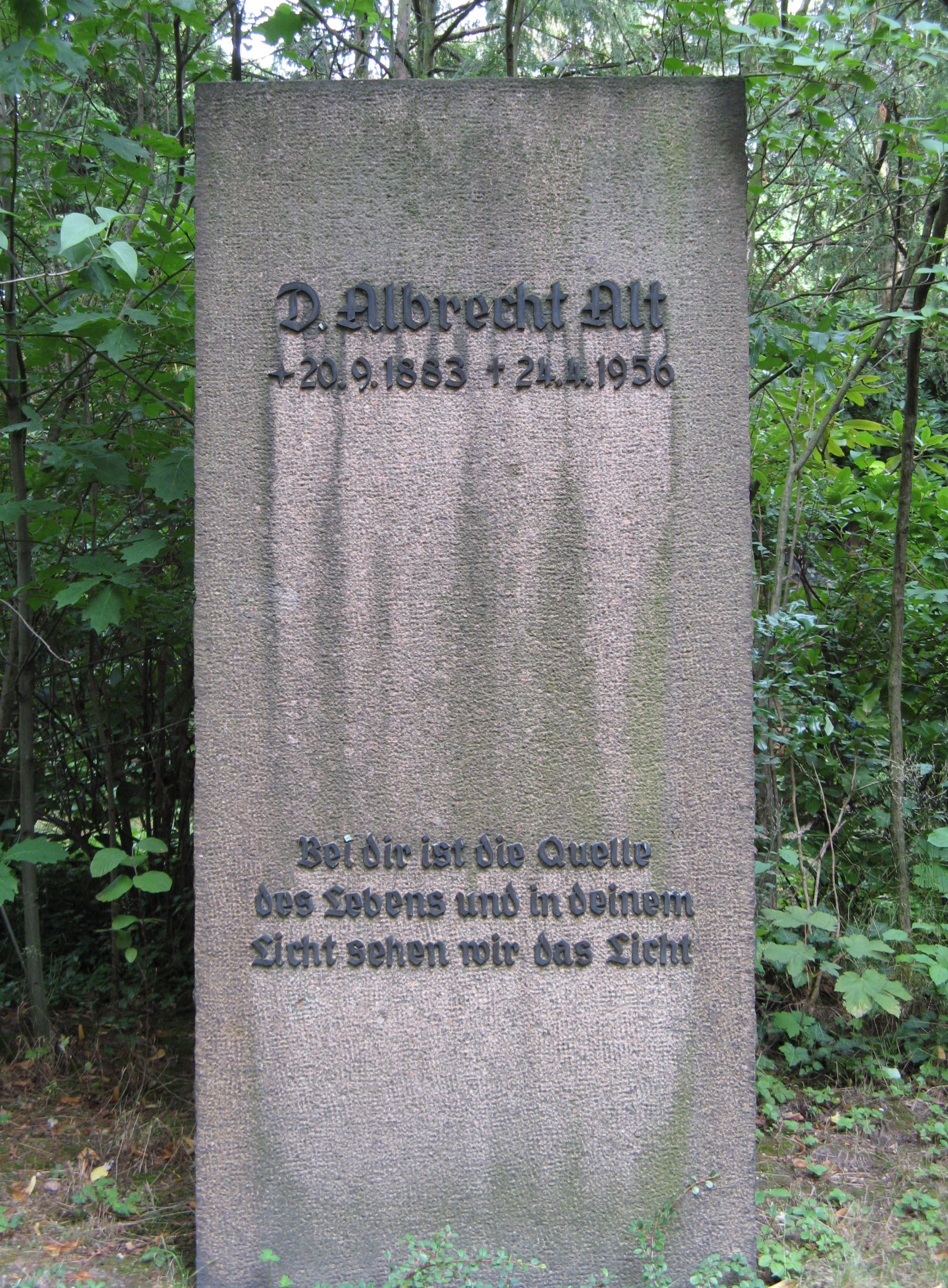
묘비.

1912년과 1913년에는 DEI의 연구원으로 예루살렘에 다시 체류하였고, 제1차 세계대전 중에는 팔레스타인에서 하사관으로 복무하였다. 1921년에는 전쟁으로 폐쇄되었던 DEI의 재건을 위임받았으며, 1924년부터 1931년까지는 직접 매년 수개월에 걸친 강좌를 주도하였다.
알트는 DEI에서 획득한 팔레스타인 지역에 대한 깊은 이해를 바탕으로, 이스라엘 민족의 가나안 정착과 다윗 및 솔로몬 시대의 통일 왕국에 관한 영토사적 가설을 수립하였다. 그는 ‘조상신’에 관한 연구와 ‘절대법(Apodiktisches Recht)’에 대한 분석을 통해 고대 이스라엘의 종교사와 법사에 대한 두 가지 중요한 가설을 제시하였으며, 이들 주장은 1970년대까지 독일어권 성서학계에서 거의 정설처럼 받아들여졌다. 그러나 21세기에 들어서는 더 이상 그 주장이 그대로 수용되지 않고 있다.
알트는 학문적 표현 방식으로 에세이 형식을 선호하였다. 그의 학문적 제자들은 알트의 연구 성과를 바탕으로 이스라엘사(마르틴 노트, 지크프리트 에어만, 헤르베르트 도너)와 구약신학(게르하르트 폰 라트)의 종합적 체계를 구성하였다.

## 같이 보기
- 월터 아이크롯트

## 작품
- Der Gott der Väter: Ein Beitrag zur Vorgeschichte der israelitischen Religion, Stuttgart: Kohlhammer, 1929, (Beiträge zur Wissenschaft vom Alten und Neuen Testament; 48 = Folge 3, H. 12). Translation of the title: 'The God of the fathers. A contribution to the prehistory of Israelite religion'.
- Der Stadtstaat Samaria, Berlin: Akademie-Verlag, 1954, (Berichte über die Verhandlungen der Sächsischen Akademie der Wissenschaften zu Leipzig, Philologisch-historische Klasse; vol. 101,5). Translation of the title: 'The city state of Samaria'.
- Die Herkunft der Hyksos in neuer Sicht, Berlin: Akademie-Verlag, 1954, (Berichte über die Verhandlungen der Sächsischen Akademie der Wissenschaften zu Leipzig, Philologisch-historische Klasse; vol. 101,6). Translation of the title: 'A New View on the origin of the Hyksos'.
- Essays on Old Testament history and religion [Kleine Schriften zur Geschichte des Volkes Israel. Auswahl in einem Band (besides the first edition of 1959 in 2 vols.), Berlin: Evangelische Verlags-Anstalt, 1962; English], R.A. Wilson (trl.), Oxford: Blackwell, 1966, 274 pp.
- "Origins of Israelite law" [Die Ursprünge des israelitischen Rechts, Leipzig: Hirzel, 1934, (Berichte über die Verhandlungen der Sächsischen Akademie der Wissenschaften zu Leipzig, Philologisch-Historische Klasse; vol. 86,1); English], in: Albrecht Alt, Essays on Old Testament history and religion, R.A. Wilson (trl.), Oxford: Blackwell, 1966, pp. 101–171.
- Völker und Staaten Syriens im frühen Altertum, Leipzig: Hinrichs, 1936, (Der alte Orient: gemeinverständliche Darstellungen; vol. 34,4). Translation of the title: 'Peoples and states of Syria in early antiquity'.
- Where Jesus worked: Towns and villages of Galilee studied with the help of local history [Stätten des Wirkens Jesu in Galiläa territorialgeschichtlich betrachtet (1949); English], Kenneth Grayston (trl.), London: Epworth Press, c1961.

## 참고 문헌
- 위키미디어 공용에 알브레히트 알트 관련 미디어 분류가 있습니다.
- H. Bardtke: "Albrecht Alt. Life and work"; Article in: ThLZ 81 (1956); P. 513-522.
- Matthias Köckert: "God the Father and promises. An argument with Albrecht Alt and his inheritance"; (Research for the religion and literature of the old person and new will 142); Vandenhoeck & Ruprecht: Goettingen 1988; ISBN 3-525-53821-9.
- 알브레히트 알트. In: Biographisch-Bibliographisches Kirchenlexikon (BBKL).
- R. Smend: "German Old Testament over three centuries"; Vandenhoeck & Ruprecht: Goettingen 1989; ISBN 3-525-53584-8.
- Manfred Weippert: "Albrecht Alt"; Article in: TRE 2 (1978), P. 303-305.